# پاندوروسا پارک (کلرادو)
پاندوروسا پارک (به انگلیسی: Ponderosa Park) یک منطقهٔ مسکونی در ایالات متحده آمریکا است که در شهرستان البرت، کلرادو واقع شده‌است. پاندوروسا پارک ۳۷٫۷ کیلومتر مربع مساحت و ۸۵٫۸ نفر جمعیت دارد و ۲٬۰۳۷ متر بالاتر از سطح دریا واقع شده‌است.